# Апостол (компания)
Апо́стол (с 2016 года — «Новая стратегия») — российский холдинг, занимавшийся с 2008 по 2016 год пиаром, консалтингом и информационными технологиями. С 2016 по 2018 год компания проводила процедуру банкротства из-за невозможности выплаты задолженности перед поставщиками.

## История
В январе 2008 года глава дирекции прайм-таймового вещания радиопрограмм радиостанции «Маяк» ВГТРК 20-летний Василий Бровко, имевший опыт запуска медийных старт-апов, покинул свой пост. Помимо этого, Бровко работал продюсером политического и развлекательного вещательных блоков на телеканале О2ТВ. Вместе с ним с радиостанции «Маяк» ушёл его коллега Олег Беркович, они решили создать свой бизнес.
28 января 2008 года они основали компанию «Апостол Медиа Групп». Название компании — «Апостол» отражало миссию компании — доносить идеи партнёров до широкой аудитории.
С февраля 2008 года Бровко и Беркович начали заниматься продвижением журнала «Русский пионер», главным редактором которого был Андрей Колесников — журналист из пула Владимира Путина. Василий Бровко занимал в журнале должность креативного директора.
Для журнала был создан цикл мероприятий с участием российских медиаперсон и политического истеблишмента — «Пионерские чтения», среди постоянных участников которых были заместитель председателя правительства РФ Владислав Сурков, актёр Иван Охлобыстин, глава государственного телеканала Russia Today Маргарита Симоньян.
Осенью 2008 года «Апостол» продвигал духи марки «Любэ» и книгу «Осколки» бизнесмена Александра Коротенко, затем организовал церемонию открытия флагманского магазина Vassa&Co. На этом событии были проведены мастер-классы по созданию образов в стиле последней коллекции Vassa с участием Константина Крюкова, Ирены Понарошку, Владимира Тишко и других.
Затем «Апостол» занялся раскруткой книги «Хочу попасть в „Форбс“», написанной Надеждой Копытиной, главой компании «Ледова».
К сотрудничеству с компанией «Апостол» присоединилась телеведущая Тина Канделаки, что позже переросло в партнёрство по бизнесу. Канделаки вошла в состав правления со своим социальным капиталом.
Основатель «Апостола» Василий Бровко являлся генеральным директором центра стратегических коммуникаций до 2013 года, отвечая за оперативное и стратегическое управление. После этого исполнительный директор госкорпорации Сергей Куликов и глава Ростеха Сергей Чемезов приняли решение назначить его на должность заместителя исполнительного директора — руководителя службы коммуникаций корпорации. К своим обязанностям Бровко приступил 1 декабря 2013 года, из-за этого он снял с себя полномочия генерального директора компании «Апостол» и вышел из состава акционеров компании, продав свою долю.
Осенью 2013 года «Апостол» завершил формирование холдинговой структуры:
- Apostol Media (российский PR, цифровые коммуникации);
- Apostol Media Research (аналитика в сфере медиа);
- «Апологет» (производство графического, аудио- и видеоконтента);
- ARDA (R&D, разработки и консалтинг в сфере информационных технологий);
- Hunt Haggarty (брендинг и дизайн);
- «Путь» (разработка, управление и продвижение web-проектов);
- «АМ-инвест» (инвестиции в области медиа);
- «Умная школа» (образовательный проект).

В декабре 2013 года, после ухода Василия Бровко в «Ростех», Канделаки заняла пост гендиректора «Апостола». После этого агентство стало активно получать контракты с государственными ведомствами и компаниями.
В 2014 году выручка «Апостол» составила 602,5 млн рублей, чистая прибыль — 4,9 млн рублей
По состоянию на февраль 2016 года Тина Канделаки владела 99,5 % акций ООО «Апостол», 0,5 % — Людмила Ермакова. В феврале 2016 года «РБК» сообщало о планах Канделаки продать агентство, пресс-служба которого сообщала о возможной смене контролирующего акционера через вхождение международного инвестиционного фонда или выдачу опционов топ-менеджерам.
Весной 2016 года изменился состав акционеров компании: по 25 % компании получили ООО «Аркона» и кипрская «Аднала Лимитед», принадлежавшие Канделаки 50 % акций «Апостола» 22 апреля перешли к самому ООО 13 июля 2016 года ООО «Апостол» был переименован в ООО «Новая стратегия». За месяц до этого гендиректором компании была назначена Татьяна Ласкина, которая ранее была совладельцем ЗАО «Портал», прекратившего свою деятельность в 2011 году.
22 июля 2016 года в Арбитражный суд Московской области поступило заявление о банкротстве «Новой стратегии», иск подала компания Statio (ООО «Статио проджект»), которая занимается разработкой дизайна офисных интерьеров и поставкой офисной мебели и оборудования. Причиной стала невыплата Апостолом 1,28 млн рублей качестве задолженности за поставленный товар этой организации. В октябре 2016 года суд ввёл в отношении «Новой стратегии» процедуру наблюдения, общая сумма исков к «Новой стратегии» (как и правопреемнику «Апостола») к декабрю 2016 года была около 12 млн рублей. Процедура банкротства продолжалась ровно два года и завершилась 4 октября 2018 года.
К этому моменту большинство дочерних структур «Апостола» были ликвидированы или сменили акционеров, следует из базы «Контур. Фокус». Так, правопреемник Апостол Медиа «Информразвитие» было признано банкротом осенью 2016 года.
После ухода Тины Канделаки с поста гендиректора, её обязанности до июня 2016 года занимала работавшая в агентстве шесть лет Юлия Вострикова. После ухода Канедлаки, «Апостол» в 2016 году не смог победить на государственных тендерах, хотя в 2015 году агентство получило 15 контрактов на общую сумму 338,5 млн рублей, а в 2014 году — восемь контрактов на 98,6 млн рублей. В феврале 2016 года директор брендингового агентства Depot WPF Алексей Андреев отмечал, что «Апостол» получала госконтракты «за счёт личных связей Тины Канделаки».

## Сотрудничество и проекты

### Интернет-проекты

#### Ток-шоу «Нереальная политика»
В середине 2008 года «Апостол» запустил политическое ток-шоу «Нереальная политика» совместно с журналистом кремлёвского пула Андреем Колесниковым и телеведущей Тиной Канделаки.
Первый выпуск передачи был выложен на RuTube.ru 11 сентября 2008 года. За первые два дня его просмотрело 25 тыс. человек, что тогда для Рунета было очень серьёзной цифрой. В 2008 году значительной части аудитории центрального телевидения политика была неинтересна.
«Нереальную политику» запускали без стартового капитала: денег не хватало даже на аренду съемочной площадки. Раскрутить шоу помогла Тина Канделаки. Осенью 2008 года представители социальной сети «Одноклассники» предложили Тине стать лицом рекламной кампании. Телеведущая согласилась в обмен на трафик, по условиям контракта сеть выделила баннеру программы 9 млн показов в сутки.
За полгода существования программы в Сети её посмотрело более 5 млн человек. О программе писали в блогах и СМИ, один выпуск за неделю просматривали в среднем от 150 до 300 тыс. человек.
Примерно через полгода в марте 2009 года права на трансляцию «Нереальной политики» приобрёл телеканал РЕН ТВ. Программа, таким образом, стала первым в истории российского медиабизнеса интернет-пилотом, которому удалось перебраться на один из федеральных каналов.

#### Интернет-телеканал Post TV
На деньги от продажи прав на выпуск «Нереальной политики» «Апостол» запустил интернет-телеканал Post TV, который просуществовал с марта 2009 до апреля 2010 года. На телеканале выходили такие программы, как «Старикам здесь не место» с Захаром Прилепиным, «Фантастический завтрак» с Дмитрием Глуховским, «Мужские игры» с Олегом Тактаровым и «Реальный спорт» с Викторией Лопыревой. Суммарная аудитория проектов PostTV достигала более 5,6 млн зрителей в месяц.
В то время Андрей Колесников принял решение сосредоточиться на сотрудничестве с телевидением, а Канделаки и Бровко решили заняться коммуникационным бизнесом. Было принято решение о выходе Колесникова из Post TV после создания с Канделаки отдельной компании, которая занималась производством исключительно «Нереальной политики». Вне рамок этой программы Бровко и Канделаки продолжили развитие «Апостола».

#### Социальная сеть Face.ru
Одновременно с Post TV в апреле 2009 года «Апостол» запустил закрытую социальную сеть Face.ru для представителей фэшн-индустрии. Суммарная месячная аудитория Face.ru составляла около 2 млн человек.
Премия «Лицо месяца» от Face.ru пережило шесть церемоний, последняя состоялась в декабре 2009 года. Позже руководство «Апостола» приняло решение закрыть проект из-за пассивности аудитории.

### Телепроекты
С октября 2009 по январь 2012 года «Апостол» выпускал информационно-развлекательную программу в формате инфотейнмента «Инфомания» для телеканала СТС.
В 2010 году программа получила специальный приз «Клуба телепрессы» «ТЭФИ» за эксперимент в области конвергенции телевидения и Интернета. На «ТЭФИ» «Инфомании» номинировалась дважды.
В начале 2010 года «Апостол» заключил контракт с Yellow, Black & White Group (YBW Group), тесно сотрудничавшей с СТС. По условиям договора «Апостол» начал заниматься продвижением шоу «Уральские пельмени» в соцсетях и блогах. В рамках контракта с YBW Group «Апостол» также занимался продвижением ситкомов «Воронины», «Папины дочки», сериалов «Игрушки», «Маргоша» и «Аманда О».
В 2010 году «Апостол» заключил контракты на PR-обслуживание бренда Incity и сети обувных магазинов Centro. Впоследствии проект продали телеканалу ТНТ.
2011 год для «Апостола» начался контрактом на производство программ «Россия в цифрах», «Еда на прочность» и «Правильный выбор» для телеканала «Семёрка» (с 31 декабря 2011 года — Disney Channel).
С сентября по декабрь 2011 года на канале ТВ Центр выходила передача «Москва 24/7», созданная «Апостолом». Программа была номинирована на премию «ТЭФИ».
В 2013 году дочка «Апостола» — студия «Апологет» сняла для канала «Россия-2» цикл научно-популярных фильмов «5 чувств». Премьера состоялась в ноябре 2013 года.

## Работа в области PR

### Сотрудничество с частными компаниями

#### Сотрудничество с Yota
Совместная работа с крупнейшим российским провайдером мобильного Интернета — компанией Yota и «Апостола» началась в мае 2010 года с тестового периода, после которого «Апостол» сформировал предложение с четко прописанной коммуникационной стратегией. После утверждения концепции компания стала клиентом «Апостола». С первых дней сотрудничества с «Апостолом» Yota буквально взорвала инфополе: поводом для пристального внимания СМИ стал анонс о планах по запуску первой сети LTE в России. Публикации о планах LTE-оператора вышли одновременно на первых полосах двух ведущих деловых изданий — «Коммерсанта» и «Ведомостей».
«Апостол» поддерживал Yota в конфликте с Роскомнадзором, во время попытки отобрать у оператора выделенные частоты для построения сети LTE. Конец затянувшемуся конфликту интересов положил Владимир Путин, в присутствии которого было подписано соглашение с операторами большой тройки и «Ростелеком» о распределении частот.
В декабре 2010 в Санкт-Петербурге «Апостол» и Yota провели фестиваль Yota Space. В этом же году фестиваль вышел на третье место по цитируемости в СМИ среди прочих мероприятий аналогичного формата, уступив лишь ММКФ и «Кинотавру». По итогам 2011 года Yota Space стал победителем в номинации Global PR премии PR Week Awards. Награда считается[кем?] равной «Оскару» в PR-индустрии.

#### Сотрудничество с Oriflame в России
В марте 2012 года к Тине Канделаки обратились представители компании Oriflame с предложением стать лицом косметического бренда в России и странах СНГ. Гонорар Тины от участия в этом проекте составил 2 млн долларов. Её контракт стал рекордным — самым дорогим персональным контрактом в истории российской рекламы.

### Сотрудничество с государственными компаниями
По состоянию на октябрь 2015 года, доля государственных контрактов «Апостола» составляля 60 %.

#### Ростех
«Апостол» начал работать с Госкорпорацией Ростех в 2012 году, когда та решила изменить подход к управлению собственным брендом и стратегию внешних коммуникаций. В декабре 2012 года «Апостол» провёл ребрендинг Ростеха и обновил её название, логотип, слоган, сайт и другие элементы. «Ростехнологии» сменили название на Ростех, был запущен новый сайт. За свою работу «Апостол» получил $1,5 млн долларов. «Ростех» являлся одним из крупнейших заказчиков агентства.
В марте 2014 года система мониторинга информационного поля «Медиалогия» впервые представила рейтинг российских госкорпораций, который отражает заметность бренда и первых лиц компаний в СМИ. По итогам 2013 года лидерами медиарейтинга стали Госкорпорация Ростех и её глава Сергей Чемезов. Госкорпорация также вышла на первое место по динамике роста информационной открытости.

#### «Аэрофлот»
На протяжении 2012 года «Апостол» сотрудничал с крупнейшим российским авиаперевозчиком — компанией «Аэрофлот». Контракт был заключён на сумму 64 млн руб. Контракт был заключён без проведения конкурса, то есть с нарушением Федерального закона № ФЗ-233. По мнению члена совета директоров компании и общественного деятеля Алексея Навального, авиакомпания платит в срок, а «Апостол» не выполняет своих обязательств
В июле 2013 года «Апостол» выиграл новый конкурс на обслуживание учётных записей в соцсетях «Аэрофлота». В течение 2014 года компания должна обеспечить прирост числа подписчиков страниц авиаперевозчика в социальных сетях. Сумма контракта — 27 млн рублей.

#### «Калашников»
4 мая 2014 года ряд СМИ обратили внимание на два тендера на сайте госзакупок. Один из них касался разработки сайта для концерна «Калашников», а второй — разработки бренда, стоимость работ по каждому из тендеров составляла 20 млн рублей. На сайте госзакупок тендеры появились в конце апреля, а к 30 апреля приём заявок на их выполнение уже закрылся. Вице-премьер РФ Дмитрий Рогозин отрицательно отнёсся к этой инициативе, и пообещал инициировать проверку конкурсов.
15 мая «Калашников» подвел итоги конкурса на разработку нового бренда, победителем которого стала компания «Апостол», указавшая в своей заявке минимальную стоимость выполнения заказа размером 15 млн рублей. При этом заявленная «Калашниковым» стоимость тендера составляет 20 млн рублей. Новый бренд должен быть представлен «Апостолом» осенью 2014 года. Конкурс на разработку нового сайта был отменён из-за изменения технического задания, а также в связи с тем, что один из двух участников конкурса не смог предоставить полный пакет документов. На этот раз концерн пообещал оплатить ребрендинг без бюджетного финансирования — за счёт собственных средств и привлечения инвестиций.
Вскоре после этого один из участников тендера — компания DEFA, обжаловала в Федеральной антимонопольной службе результаты тендеров на разработку бренда и сайта. По её словам, концерн нарушил законодательство, разместив извещения о проведении конкурсов всего за пять дней до окончания подачи заявок, хотя этот срок должен быть не менее 20 дней.

## Критика

### Контракт с Аэрофлотом
В 2012 году без проведения конкурса, то есть с нарушением Федерального закона № ФЗ-223, заключён контракт с компанией «Аэрофлот» на 64 млн рублей. По мнению члена совета директоров Алексея Навального, Аэрофлот платит в срок, а «Апостол» не выполняет своих обязательств.

### Использование ботов и искусственных накруток
Юрист Фонда по борьбе с коррупцией, которым руководит оппозиционер Алексей Навальный, Руслан Левиев опубликовал в ЖЖ пост, уличающий агентство «Апостол» в накрутке просмотров роликов госкомпании «Аэрофлот», создании сети ботов для раскручивания сайта госкорпорации «Ростех», а также для продвижения политических хештегов в соцсети Twitter. Генеральный директор «Апостола» Василий Бровко назвал разоблачение Левиева в своем аккаунте в Twitter «конспирологией».
Сотрудники Апостола обвинялись в применении «интернет-троллей», писавших в онлайн-изданиях и соцсетях положительные комментарии о действиях и инициативах российских властей и критиковать сторонников оппозиции.

### Плагиат логотипа Новой Москвы
Агентство «Апостол» заподозрили в плагиате. Блогеры обнаружили использование бесплатного графического шаблона для создания логотипа с сайта craftsmanspace.com. Председатель счётной комиссии Государственной думы Александр Агеев попросил Генпрокуратуру проверить, на что были потрачены 15 млн рублей, которые выделили из бюджета г. Москвы, при этом фирма не уложилась в указанные в договоре сроки и предоставила проект на полгода позже.